# Eutropiichthys
Eutropiichthys és un gènere de peixos pertanyent a la família dels esquilbèids.

## Distribució geogràfica
Es troba a Àsia.

## Taxonomia
- Eutropiichthys britzi (Ferraris & Vari, 2007)[3]
- Eutropiichthys burmannicus (Day, 1877)
- Eutropiichthys goongwaree (Sykes, 1839)[4]
- Eutropiichthys murius (Hamilton, 1822)[5]
- Eutropiichthys salweenensis (Ferraris & Vari, 2007)[3]
- Eutropiichthys vacha (Hamilton, 1822)[5][6][7][8][9][10][11]